# Chiesa di San Cristoforo (Lodi)
La chiesa di San Cristoforo è una chiesa sconsacrata posta nel centro storico della città italiana di Lodi.

## Storia

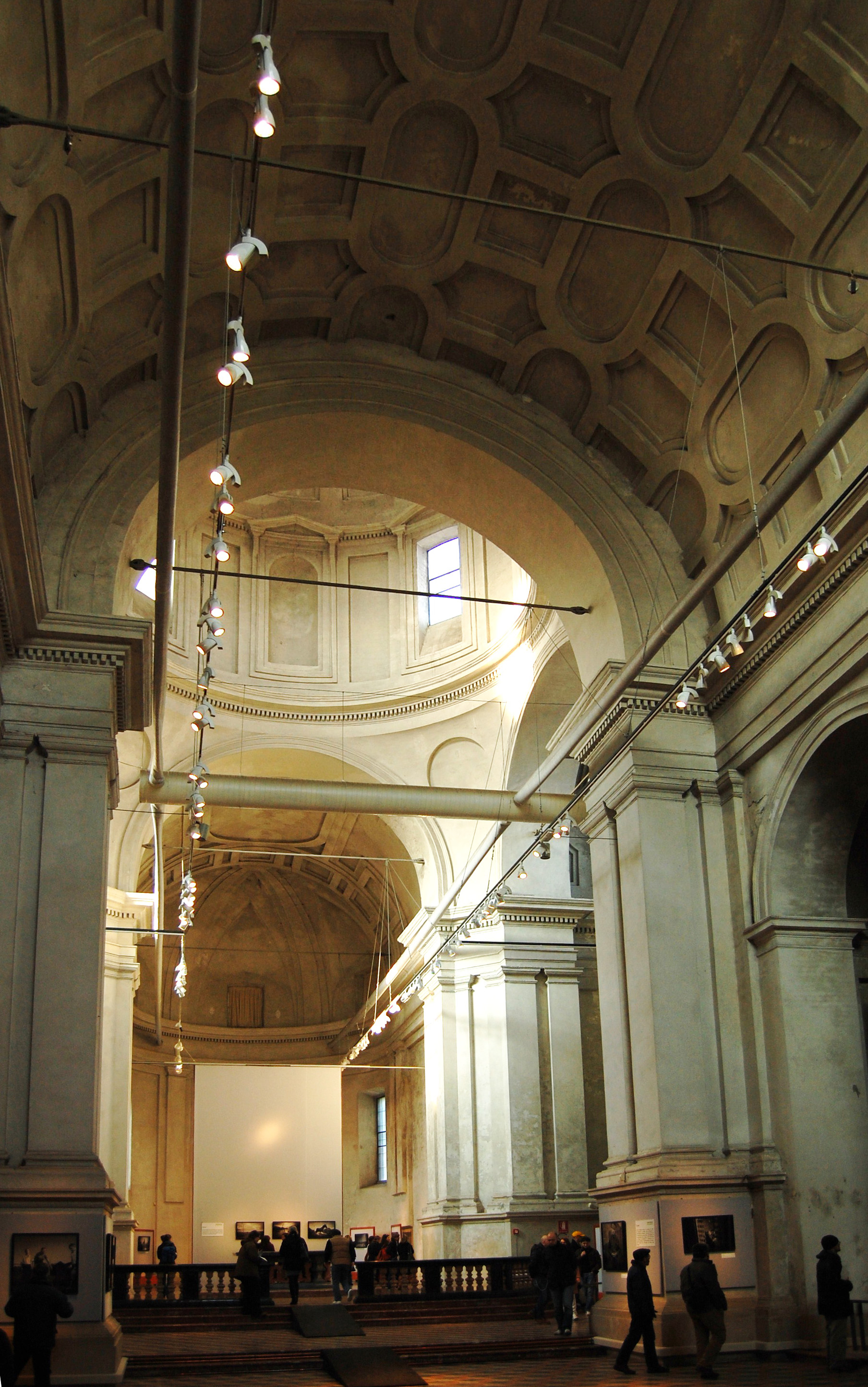
L'interno

La chiesa fu costruita intorno al 1300 per onorare un voto dei cittadini lodigiani liberati dal drago Tarantasio, che secondo la leggenda infestava le acque del Lago Gerundo.
Officiata inizialmente dagli Umiliati, passò nel 1552 agli Olivetani dell'abbazia di Villanova del Sillaro che ne decisero la completa ricostruzione insieme al monastero annesso. I lavori iniziarono nel 1563 su progetto di Pellegrino Tibaldi.
La chiesa e il monastero vennero soppressi nel 1798 dalle truppe francesi di Napoleone e trasformati rispettivamente in stalla e in caserma.
Alcune delle opere d'arte furono svendute dagli occupanti mentre altre finirono in altre chiese lodigiane tra cui le preziose tarsie di Fra Giovanni da Verona portate nella chiesa di Santa Maria della Clemenza e San Bernardo (anch'essa già olivetana), oggi (dal 1963) nel Duomo di Lodi.
A partire dal 1954 la chiesa venne restaurata su progetto dell'architetto Alessandro Degani e riconsacrata; durante il restauro venne ricostruita – in stile moderno – la lanterna posta alla sommità del tiburio.
La chiesa venne nuovamente profanata dopo pochi anni e ceduta in comodato al Comune come spazio espositivo. Nel 2018 tornò alla Diocesi, che progetta di ospitarvi il costituendo Museo d'arte sacra.

## Caratteristiche
La chiesa è posta sul lato nord di via Fanfulla e costituisce il fondale prospettico di via Callisto Piazza.
La facciata, rimasta incompiuta, venne restaurata nel 1960.
L'interno ha pianta a croce latina, a navata unica fiancheggiata da sei cappelle e con una cupola all'incrocio della navata con il transetto.
La cripta venne ricostruita nel 1956 sulle rovine della costruzione originaria distrutta nel 1798.

### Fonti
- Giovanni Agnelli, Dizionario storico geografico del Lodigiano, Lodi, Lodigraf, 1990  [Ripresa dell'edizione: Lodi, Tipografia editrice Della Pace, 1886],  p. 154, ISBN 88-7121-055-7.
- Vittorio Bottini, Alessandro Caretta e Luigi Samarati, Lodi – Guida artistica illustrata, Lodi, Edizioni Lodigraf, 1979,  pp. 64-65, ISBN non esistente, SBN MIL0525383.

### Testi di approfondimento
- L. Giordano, Addenda per la storia di S. Cristoforo, in Archivio Storico Lodigiano, anno CX, Lodi, edito dalla Società Storica Lodigiana, 1991,  pp. 113-120, ISSN 0004-0347 (WC · ACNP).
- Ferruccio Pallavera (a cura di), Il Convento di San Cristoforo di Lodi, testi di Maria Emilia Moro et al., con un intervento di Silvana Garufi, Lodi, edito dalla Provincia di Lodi, 2004, SBN TO01575561.